# 蘋果綠
蘋果綠，是一種顏色（英語：Chartreuse），是綠色顏色之一，是綠帶黃的色彩。

三原色光模式RGB值為（140,230,0）、印刷四分色模式CMYK值為（39,0,100,10）、HSV色彩属性模式值為（83,100,90）。